# La Tortue sur le dos
Pour plus de détails, voir Fiche technique et Distribution.
La Tortue sur le dos est un film français réalisé par Luc Béraud et sorti en 1978.

## Synopsis
Paul, écrivain qui a connu son moment de notoriété il y a six ans de cela pour son livre Portrait des lieux, est en crise. Ne parvenant ni à écrire malgré son bon vouloir, ni à satisfaire physiquement sa femme Camille qui a abandonné ses études afin d'entretenir le ménage, il décide, devant l'angoisse de la page blanche, de modifier sa vie. Tout en continuant à se faire « materner » par Camille, Paul sort de chez lui, drague les étudiantes dans les cafés, se fait vamper par une ouvreuse de cinéma, se met à fréquenter les thés dansants. Après cela, décidé à se reprendre en mains, et croyant faire plaisir à Camille, il accepte un contrat de nègre pour écrire le livre d'un général. Camille est déçue, puis le soupçonne de lui avoir été infidèle avec la jeune assistante d'un journaliste littéraire venu l'interviewer. Le couple en crise se sépare, et Paul se cherche une nouvelle fois. 

## Fiche technique
- Titre : La Tortue sur le dos
- Réalisation : Luc Béraud
- Assistant réalisateur : Michel Such
- Scénario : Luc Béraud et Claude Miller
- Musique : Antoine Duhamel et Maurice Jarre
- Photographie : Bruno Nuytten
- Montage : Joële van Effenterre
- Décors : Max Berto
- Son : Paul Lainé
- Producteurs : Luc Béraud et Hubert Niogret
- Société de production : Filmoblic
- Pays de production :  France
- Année : 1978
- Tourné en Eastmancolor et en mono
- Genre : comédie dramatique
- Durée : 110 minutes
- Date de sortie : 
  - France : 27 septembre 1978

## Distribution
- Jean-François Stévenin : Paul
- Bernadette Lafont : Camille
- Virginie Thévenet : Nathalie
- Claude Miller : Pierre
- Marion Game : Sylvie
- Valérie Quennessen : L'étudiante
- François Lafarge : Jean-Louis 1
- Étienne Chicot : Jean-Louis 2
- Jenny Clève : Germaine
- Véronique Silver : Mme Beuve
- Jo Perque : L'ouvreuse
- Daniel Goldenberg
- Florence Lafuma : Ava
- Sandy Whitelaw : Prokosch
- Poussine Mercanton : Marie-Cécile
- Marc Lévy : Gus, le voyageur
- Véronique Dancigers : la femme arrogante
- Sarah Sterling : La femme du dancing
- Dominique Erlanger : La libraire
- Jacques Dichamp : Le gardien de nuit
- Denise Bonal : L'hôtelière
- Cirylle Spiga : Le Hongrois jaloux
- Romaraine Vincent : La femme enceinte du Hongrois
- Jeanne Lobre : La mère de Paul
- Bhime Souaré :
- Christine Datnowsky : L'infirmière
- Michel Blanc : Le fêtard qui lit
- Josiane Balasko : Une fêtarde dans la voiture
- Maurice Bernard :
- Alain Centonze :
- Jean Dasté : Le handicapé grognon
- Marie-Anne Chazel :	Une fêtarde dans la voiture
- Christian Clavier : Un fêtard dans la voiture
- Franck Coquet :
- Edgardo Cozarinsky :
- Jean Eustache :
- Laurent Ferrier :
- Alain Jomy :
- Bruno Moynot :
- Bernard Stora :
- Martine Alexis :
- Gisèle Blanc :
- Katia Carol :
- Jean Cherlian :
- Chantal Mercier : la jolie secrétaire
- Nathan Miller :
- Jean Thouvenin :
- Louis Daquin : le narrateur

## Sélection
- Festival de Cannes 1978 (sélection Perspectives cinéma français)[1],[2]